# Вејверли (Минесота)
Вејверли (енгл. Waverly) град је у америчкој савезној држави Минесота.

## Демографија
По попису из 2010. године број становника је 1.357, што је 625 (85,4%) становника више него 2000. године.
| Група             | 2000.       | 2010.         |
| Белци             | 724 (98,9%) | 1.308 (96,4%) |
| Афроамериканци    | 1 (0,1%)    | 7 (0,5%)      |
| Азијати           | 2 (0,3%)    | 11 (0,8%)     |
| Хиспаноамериканци | 2 (0,3%)    | 17 (1,3%)     |
| Укупно            | 732         | 1.357         |